# サフラ・アリザデ
サフラ・アリザデ（アゼルバイジャン語:Səfurə Əlizadə / Safura Alizadeh、1992年9月20日 - ）は、アゼルバイジャンの歌手である。

## 来歴
画家の父とピアニストでファッション・デザイナーの母のもとに生まれる。幼少の頃より歌唱を始めており、Sharg UlduzlarやBulbullarといったグループで歌った。音楽学校でヴァイオリンの演奏を習い、更にピアノとサクソフォンも習得した。第8回のイェニ・ウルドゥズ（Yeni Ulduz）コンテストで優勝を果たした。
2010年3月2日、ユーロビジョン・ソング・コンテスト2010のアゼルバイジャン代表を選ぶ国内選考に優勝し、2010年5月にノルウェーのオスロで開かれる大会にアゼルバイジャン代表として参加することが決まった